# Liste deutscher Eisenbahngesellschaften

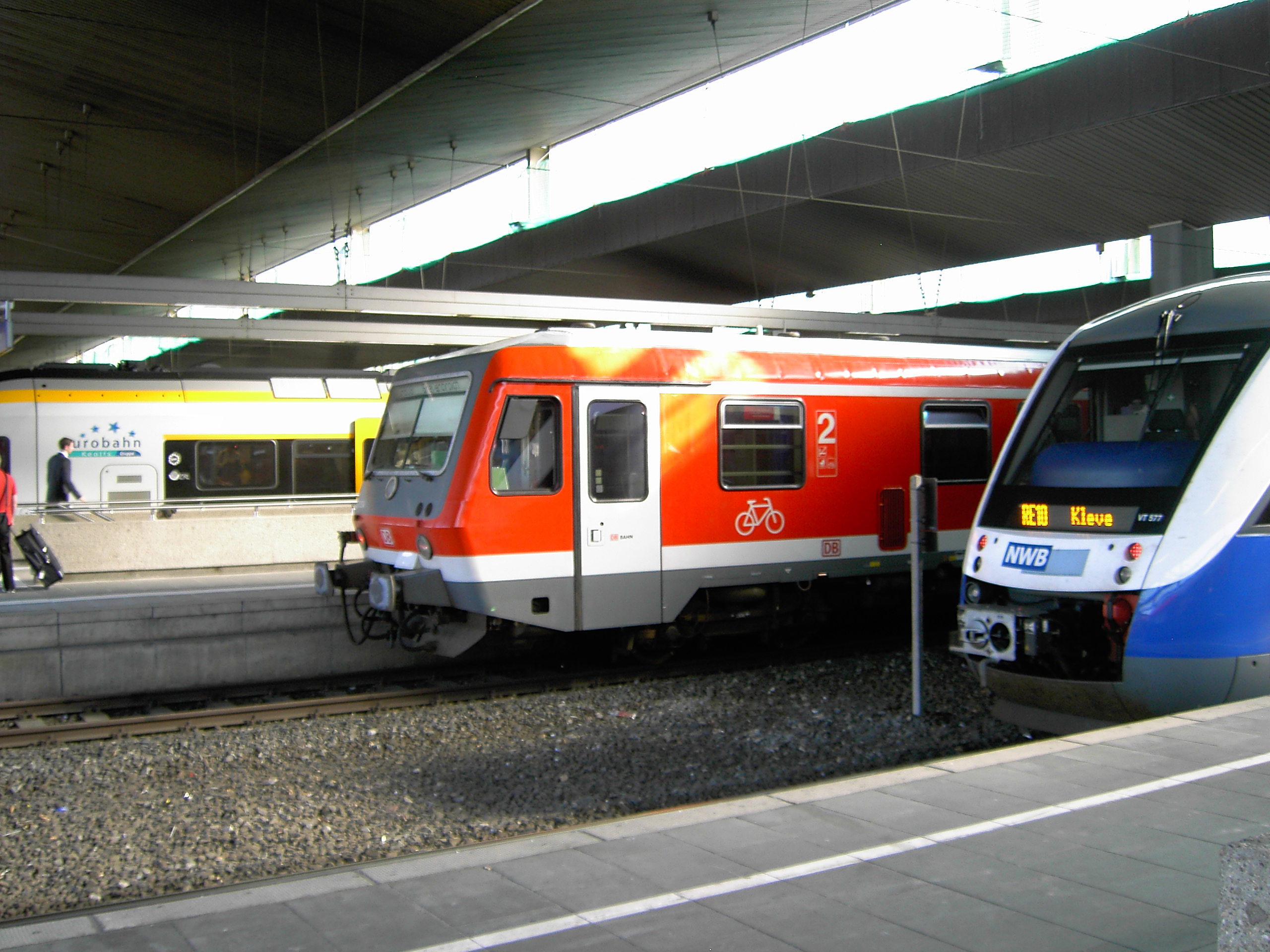
Triebwagen verschiedener Eisenbahngesellschaften in Düsseldorf Hbf

In dieser Liste sind in Deutschland tätige Eisenbahngesellschaften enthalten. Seit der Bahnreform wird zwischen Eisenbahninfrastruktur- (EIU) und Eisenbahnverkehrsunternehmen (EVU) unterschieden. Die zuständige Genehmigungsbehörde für bundeseigene oder ausländische EIU und EVU ist das Eisenbahn-Bundesamt, für die sogenannten NE-Bahnen dagegen das jeweilige Bundesland, in dem das Unternehmen seinen Sitz hat (§ 6 AEG). Das Eisenbahn-Bundesamt stellt auf seiner Webseite offizielle Listen von in Deutschland zugelassenen öffentlichen Eisenbahnunternehmen bereit.
Nicht mehr existierende Eisenbahngesellschaften sind in der Liste ehemaliger deutscher Eisenbahngesellschaften aufgeführt. Ebenfalls nicht in dieser Liste aufgeführt sind Aufgabenträger des SPNV, Museumseisenbahnen und Verkehrsverbünde.
Die Bahnhöfe und Haltepunkte im Streckennetz gehörten größtenteils zu den Tochterunternehmen DB Station&Service AG, DB RegioNetz Infrastruktur und DB Netz der Deutschen Bahn. Durch die Zusammenlegung der Sparten werden diese zukünftig durch die DB InfraGO betrieben.
Durch das Eisenbahnneuordnungsgesetz von 1994 wurden die bundeseigenen Eisenbahnen Deutsche Bundesbahn (DB) und Deutsche Reichsbahn (DR) zur Deutschen Bahn AG (DB) fusioniert. Diese wurde entsprechend den Aufgabengebieten in einzelne Tochtergesellschaften gegliedert.

## Eisenbahninfrastrukturunternehmen (EIU)

### Bundeseigene Unternehmen
Die DB InfraGO, Sitz in Frankfurt am Main, betreibt den Großteil des öffentlichen Streckennetzes im Eigentum des Bundes (mit Ausnahmen, siehe unten) sowie Bahnhöfe und Haltepunkte in allen Bundesländern.
DB Energie
DB RegioNetz Infrastruktur, Sitz in Frankfurt am Main betreibt Strecken und Stationen an folgenden Netzen:
Erzgebirgsbahn (Sachsen)
Kurhessenbahn (Hessen)
Oberweißbacher Berg- und Schwarzatalbahn (Thüringen, Standseilbahn zwischen Mellenbach-Glasbach und Cursdorf)
Südostbayernbahn (Bayern)
Westfrankenbahn (Von Baden-Württemberg und Bayern bis ins hessische Hanau)
Entsorgungswerk für Nuklearanlagen (EWN), Sitz in Rubenow (Lubmin)
Usedomer Bäderbahn (UBB), Sitz in Heringsdorf
Inselbahn Wangerooge (Niedersachsen)

### Nichtbundeseigene Unternehmen
Zu den Nichtbundeseigenen EIU zählen sowohl regelspurige Infrastrukturen gem. EBO oder EBOA als auch jene mit Sonderspurweite gem. ESBO:
AKN Eisenbahn
Albtal-Verkehrs-Gesellschaft (AVG)
Bayerische Regionaleisenbahn (BRE)
BayernBahn (BYB)
Bentheimer Eisenbahn (BE)
Borkumer Kleinbahn
Bremische Hafeneisenbahn (betrieben durch bremenports)
BSAS EisenbahnVerkehrs GmbH & Co. KG (BSAS)
Captrain Deutschland
Deutsche Regionaleisenbahn (DRE)
Die Länderbahn (DLB)
Eisenbahn-Bau- und Betriebsgesellschaft Pressnitztalbahn (PRESS)
Eisenbahnen und Verkehrsbetriebe Elbe-Weser (EVB)
EVS EUREGIO-Verkehrsschienennetz
Farge-Vegesacker Eisenbahngesellschaft (FVE)
Hamburger Hafenbahn (HPA)
Harzer Schmalspurbahnen (HSB)
Havelländische Eisenbahn (HVLE)
HLB Basis AG
Inselbahn Langeoog
Lübecker Hafenbahn
Netinera
Niederbarnimer Eisenbahn (NEB)
Niederrheinische Verkehrsbetriebe (NIAG)
Niedersachsen Ports (Brake, Cuxhaven, Emden, Wilhelmshaven)
Norddeutsche Eisenbahngesellschaft Niebüll mbH (neg)
Teutoburger Wald Eisenbahn (TWE)
RDC Deutschland GmbH (RDCD)
Regiobahn
RegioInfra Gesellschaft (RIG)
Regio Infra Nord-Ost (RIN)
Regio Infra Service Sachsen
Rurtalbahn (RTB)
Schienen – Infrastrukturgesellschaft – Prignitz (SIP)
Schieneninfrastruktur Ost-Niedersachsen (SinON)
SWEG Schienenwege
Tegernsee-Bahn Betriebsgesellschaft mbH
Württembergische Eisenbahn-Gesellschaft mbH (WEG)
Zweckverband ÖPNV im Ammertal (ZÖA), Betreiber der Ammertalbahn Tübingen-Herrenberg

## Eisenbahnverkehrsunternehmen (EVU)

### Gesellschaften der Deutschen Bahn
Personenfernverkehr, Sylt Shuttle sowie Verkehr zu der Insel Wangerooge
DB Fernverkehr (Frankfurt am Main), vormals DB Reise & Touristik
Personennahverkehr
DB Regio (Personennahverkehr)
Regionalverkehre Start Deutschland
S-Bahn Berlin GmbH
S-Bahn Hamburg GmbH
Usedomer Bäderbahn (UBB)
Güterverkehr
DB Cargo Deutschland AG, ehemals Railion Deutschland AG, ehemals DB Schenker Rail (Güterverkehr)
Mitteldeutsche Eisenbahn (MEG, DB Cargo nur prozentual beteiligt)
RBH Logistics (ehemals RAG, 100%ige Tochter der DB Cargo)
Sonstige
DB Systemtechnik
Deutsche Bahn AG (EVU des Konzerns, z. B. für das DB Museum)

### Gesellschaften der BeNEX GmbH mit Schienenverkehr
BeNEX GmbH (Beteiligungsgesellschaft, ehemalige Tochtergesellschaft der Hamburger Hochbahn), Hamburg
ATH Rail Transport Beteiligungsgesellschaft Deutschland GmbH (Abellio), Berlin (100 %)
Abellio Rail Mitteldeutschland (Halle (Saale))
Westfalenbahn (Bielefeld)
Agilis Eisenbahngesellschaft, Regensburg (100 %)
Agilis Verkehrsgesellschaft, Regensburg (100 %)
Cantus Verkehrsgesellschaft, Kassel (50 %, Partner HLB)
Metronom Eisenbahngesellschaft mbH (ME), Uelzen (26,42 % Beteiligung, Partner: NiedersachsenBahn (73,58 %))
Nordbahn Eisenbahngesellschaft (NBE), Kaltenkirchen (50 %, Partner AKN)
Ostdeutsche Eisenbahn (ODEG), Parchim (50 %, Partner Netinera (über Prignitzer Eisenbahn))

### Gesellschaften der Transdev-Gruppe mit Schienenverkehr
Transdev GmbH (Personennahverkehr)
Bayerische Oberlandbahn GmbH (BOB) mit den Marken
Bayerische Regiobahn (BRB)
Mitteldeutsche Regiobahn (MRB), Marke der Bayerische Oberlandbahn und der Transdev Regio Ost
Bayerische Regiobahn GmbH (BRB)
Nord-Ostsee-Bahn (NOB) (ohne Verkehr)
NordWestBahn (NWB)
Transdev Rhein-Ruhr (TDRR)
RheinRuhrBahn, Marke der Transdev Rhein-Ruhr GmbH
Ostseeland Verkehr (OLA), bis 2014 mit Marke InterConnex (ohne Verkehr)
Transdev Hannover GmbH
Transdev Mitteldeutschland GmbH
Transdev Regio Ost
Mitteldeutsche Regiobahn (MRB), Marke der Transdev Regio Ost und der Bayerische Oberlandbahn
Transdev Rheinland GmbH
Rheinisch-Bergische Eisenbahn-Gesellschaft, Marke der Transdev Rheinland
Transdev Sachsen-Anhalt (ohne Verkehr)
Transdev Verkehr GmbH
Freiberger Eisenbahngesellschaft mbH (85 %, Anteilseigner REGIOBUS Mittelsachsen GmbH  (10 %) und 4 regionale Busunternehmen (jeweils 1,25 %))
Hunsrückbahn, Marke der Transdev Verkehr GmbH
Moselweinbahn, Marke der Transdev Verkehr GmbH
Trans Regio Deutsche Regionalbahn GmbH
MittelrheinBahn, Marke der Trans Regio Deutsche Regionalbahn
Württembergische Eisenbahn-Gesellschaft (WEG)

### Gesellschaften derFerrovie dello Stato Italiane
Tochterunternehmen der italienischen Staatsbahn Ferrovie dello Stato Italiane.
Netinera (vormals Arriva Deutschland)
Osthannoversche Eisenbahnen (OHE) (regionaler Güterverkehr in Niedersachsen, überregionale Verkehre)
Erixx
erixx Holstein GmbH
NiedersachsenBahn (60 %; gemeinsame Tochtergesellschaft zusammen mit der Eisenbahnen und Verkehrsbetriebe Elbe-Weser (40 %))
Metronom (gemeinsame Tochtergesellschaft der NiedersachsenBahn (73,58 %) mit der BeNEX (26,42 %))
Netinera Region Ost
Prignitzer Eisenbahn (PEG)
Ostdeutsche Eisenbahn (ODEG; gemeinsame Tochtergesellschaft der Prignitzer Eisenbahn (50 %) mit der BeNEX (50 %))
Regentalbahn
Die Länderbahn (bis 2015 Vogtlandbahn)
alex (früher Allgäu-Express)
Berchtesgadener LandBahn (gemeinsame Tochtergesellschaft mit der Salzburg AG)
Oberpfalzbahn
Regental Cargo
Regentalwerke
Trilex
vogtlandbahn
Waldbahn
vlexx
TX Logistik AG (TXL): Güterverkehrsleitungen, Sitz in Troisdorf
boxXpress.de GmbH mit Sitz in Hamburg (15 %; gemeinsame Tochtergesellschaft zusammen mit der ERS Railways B. V. (47 %) und der Eurogate Intermodal GmbH (38 %))

### Gesellschaften der Société nationale des chemins de fer français
Die Société nationale des chemins de fer français (SNCF) ist die staatliche französische Eisenbahngesellschaft.
Captrain Deutschland: Güterverkehrleistungen, Sitz in Dortmund
Captrain Deutschland CargoWest Zusammenschluss von Bayerischer CargoBahn (BCB) und TWE Bahnbetriebs GmbH (TWEBB) in Gütersloh
Dortmunder Eisenbahn (DE): Güterverkehrleistungen, Sitz in Dortmund
Industriebahn-Gesellschaft Berlin mbH (IGB): Güterverkehrsleitungen, Sitz in Berlin (50,2 %, Partner BEHALA)
Niederbarnimer Eisenbahn (NEB): Personenverkehr und Infrastruktur, Sitz in Berlin
NEB Betriebsgesellschaft (NEB): Personenverkehr, Sitz in Wandlitz
ITL Eisenbahngesellschaft mbH: Güterverkehrsleistungen, Sitz in Dresden
Rail4Captrain: Güterverkehrsleitungen, Sitz in Dortmund
Regiobahn Bitterfeld Berlin (RBB): Güterverkehrsleitungen, Sitz in Bitterfeld

### Gesellschaften der ÖBB-Personenverkehr mit Schienenverkehr
Tochterunternehmen der ÖBB-Personenverkehr
Arverio Deutschland GmbH
Arverio Baden-Württemberg GmbH mit Sitz in Stuttgart
Arverio Bayern GmbH mit Sitz in Augsburg
Bahnbetriebswerk am Bahnhof Essingen (bei Aalen):
Arverio Facility GmbH

### Gesellschaften derHessischen Landesbahn
Hessische Landesbahn GmbH (Personen- und Güterverkehr in Hessen)
Cantus Verkehrsgesellschaft, Kassel (50 %, Partner BeNEX GmbH)
HLB Hessenbahn GmbH
HLB Basis AG (Infrastrukturunternehmen)
Regionalbahn Kassel GmbH (50 %, Partner Kasseler Verkehrs-Gesellschaft)
RegioTram Gesellschaft (50 %, Partner Kasseler Verkehrs-Gesellschaft)
Süd-Thüringen-Bahn GmbH (STB) (50 %, Partner Erfurter Bahn)
Gesellschaften R.A.T.H. Holding
VIAS Rail GmbH (100 %; SPNV-Linien in Hessen und Nordrhein-Westfalen)
Vias GmbH (Rheingaulinie; 50 % R.A.T.H. Holding, 50 % Rurtalbahn GmbH)
Rurtalbahn GmbH (74,9 % R.A.T.H. Holding, 25,1 % Beteiligungsgesellschaft Kreis Düren mbH)
RTB Cargo

### Gesellschaften der RDC mit Schienenverkehr
RDC Deutschland GmbH (RDCD)
BahnTouristikExpress (BTE) (Nürnberg)
Hamburg-Köln-Express GmbH (HKX) (Nachfolge: Flixtrain)
Norddeutsche Eisenbahngesellschaft Niebüll mbH (neg)
RDC Autozug Sylt GmbH

### Gesellschaft Flix SE
Flixtrain (Nachfolger des HKX)

### Gesellschaften der ENON-Gruppe
Tochterunternehmen der ENON-Gruppe
Anhaltinisch-Brandenburgische Eisenbahngesellschaft (ABEG), Güterverkehr, Sitz in Hamburg
Eisenbahngesellschaft Potsdam (EGP), Güterverkehr, Sitz in Wittenberge
Hanseatische Eisenbahn (HANS), Personenverkehr, Sitz in Putlitz
Hanseatische Infrastrukturgesellschaft (HIG), Infrastruktur, Sitz in Lübz
RegioInfra (RIG), Infrastruktur, Sitz in Putlitz
RegioInfra Nord-Ost (RIN), Infrastruktur, Sitz in Putlitz

## Weitere Eisenbahngesellschaften

### A
A.D.E. Eisenbahnverkehrsunternehmen
A.V.G. Ascherslebener Verkehrsgesellschaft
Aartalbahn Infrastruktur Gesellschaft
Ablachtalbahn
AHG Industry
Aicher Cargo
AIXrail
AKN Eisenbahn (AKN)
Nordbahn Eisenbahngesellschaft (NBE), Kaltenkirchen (50 %, Partner BeNEX)
Schleswig-Holstein-Bahn GmbH (SHB) (ehemals)
Albert Fischer GmbH
Albtal-Verkehrs-Gesellschaft (AVG)
ALSTOM Transportation Germany
AmE Raillogistik
Amprion
Angelner Dampfeisenbahn
Angelner Eisenbahn Gesellschaft
Ankum-Bersenbrücker Eisenbahn
Anschlussbahn-Servicegesellschaft Pressnitztalbahn (Press)
ArcelorMittal Eisenhüttenstadt Transport
ART Altmann Rail Traction
askeo rail
ATL Ammendorfer Transport und Logistik
Augsburger Localbahn (AL)

### B
Badische Stahlwerke
Bahn PT
Bahnbetrieb Gera
Bahnbetriebe Blumberg
Bahnbetriebsgesellschaft Stauden (BBG) (nur EIU)
Bahnen der Stadt Monheim (BSM) (Güterverkehr Ende 2014 eingestellt)
Bahnhof Mooskamp
BahnLog Bahnlogistik und Service
Bahnlogistik24
bahnoperator Group (bahnoperator Polaska Sp. Z o.o)
Bahnpersonal24
Bahnwelt Betriebs GmbH
BASF Schwarzheide
BASF SE Service Center Railway (Ludwigshafen)
Bayerische Zugspitzbahn Bergbahn AG
Bayerischer Localbahn Verein
BayernBahn Betriebsgesellschaft
Bayernhafen Gruppe (Hafenbahnen)
BBL Consulting
BBL Logistik
BDG Bahnservice- und Dienstleistungsgesellschaft
BDK Bahndienste Korkmaz
BEF Berliner Eisenbahnfreunde
BEHALA Berliner Hafen- und Lagerhausbetriebe
Industriebahn-Gesellschaft Berlin mbH (IGB) (49,8 %, Partner Captrain)
Bentheimer Eisenbahn (BE)
BE Netz GmbH
Bergbahnen im Siebengebirge
Betriebsgesellschaft Mainschleifenbahn
BGE Eisenbahn Güterverkehr Gesellschaft
BKE Eisenbahn-Service GmbH
BLG RailTec
BLP Wiebe Logistik
BLS Cargo AG
BM Bahndienste
Bocholter Eisenbahngesellschaft
Bodensee-Oberschwaben-Bahn (BOB)
Bolay & Moser EVU
Borkumer Kleinbahn- und Dampfschiffahrt (BKD)
Braaker Mühle Handel- und Dienstleistungsgesellschaft (BMHD)
Bräunert Eisenbahnverkehr
Bremen-Thedinghauser Eisenbahn (BTE)
Bremer Straßenbahn
Brohltal-Eisenbahn
Brohltal Schmalspureisenbahn Betriebs GmbH
BSB-Saugbagger & Zweiwegetechnik
BSL Betrieb-Service-Logistik
BT Berlin Transport
BTS Bahn Tec
BUDAMAR WEST
BUG Vermietungsgesellschaft

### C
C + L Consult & Logistik
Cargo Logistik Rail-Service
Cargo Service
Cargo-Rail Gesellschaft mit beschränkter Haftung
CC-Logistik
CD Cargo a.s.
Centralbahn
Certis Belchim B.V. Niederlassung Deutschland
CFL Cargo Deutschland
CFL Societe Nationale des Chemins de Fer Luxembourgeois
Chemion Logistik
Chiemsee-Bahn Feßler & Cie.
City-Bahn Chemnitz
Crossrail Benelux N.V.
CTL Logistics (Hamburg)
Currenta GmbH & Co. OHG

### D
D & D Eisenbahngesellschaft (Hagenow)
Dampfbahn Fränkische Schweiz
Dampfzug-Betriebs-Gemeinschaft
DE Infrastruktur GmbH
Delmenhorst-Harpstedter Eisenbahn (DHE)
Delta Rail
Dessauer Verkehrs- und Eisenbahngesellschaft (DVE)
Deutsche Gleisbau Material Transport
Deutsche Privatbahn
Deutsche Regionaleisenbahn (DRE, nur Infrastruktur)
Bayerische Regionaleisenbahn (BRE, nur Infrastruktur)
DRE Bahnverkehr
Deutsche Steinkohle AG (DSK)
DGEG Bahnen & Reisen (Bochum)
Diepholzer Kreisbahn EVU GmbH
Dipl.-Ing. Günter Müller
Dispo-Tf Rail GmbH
Dispo-Tf Education GmbH
Döllnitzbahn (Mügeln)
Dortmunder Eisenbahn
Dresdner Verkehrsbetriebe (DVB)
Dresdner Verkehrsservicegesellschaft
Duisport Rail
Duomobile
DWK

### E
EBB – Europäische Bahnbetriebe
EBC Eisenbahnbetriebs- und Consulting
EBL GmbH EisenbahnBetriebsLeistungen
ecco-rail
EfW – Verkehrsgesellschaft (Frechen)
EH Güterverkehr
EHB Eisenbahn- und Hafenbetriebsgesellschaft Region Osnabrück
Eisenbahn und Häfen Güterverkehr (Duisburg)
Eichholz Eivel (Berlin)
Eifelbahn Verkehrsgesellschaft (EIU)
Eiffage Infra-Rail
Eisenbahn Logistik Leipzig (Leipzig)
Eisenbahn Logistik und Service (Neustrelitz)
Eisenbahn und Sonderwagen-Betriebsgesellschaft (ESG) (Augsburg)
Eisenbahn Technik Betrieb (Bernau b. Berlin)
Eisenbahn-Bau- und Betriebsgesellschaft Pressnitztalbahn mbH (Press, Jöhstadt)
Rügensche Bäderbahn
Eisenbahnbetriebe Mittlerer Neckar GmbH (Kornwestheim)
Eisenbahnfreunde Rodachtalbahn
Eisenbahnfreunde Treysa
Eisenbahnfreunde Wetterau
Eisenbahngesellschaft Ostfriesland-Oldenburg (e.g.o.o.) (Aurich)
Eisenbahninfrastrukturgesellschaft Aurich-Emden (EAE)
Eisenbahn-Logistik-Gesellschaft (Essen)
Eisenbahn-Service-Gesellschaft (ESG, Vaihingen/Enz)
Eisenbahnen und Verkehrsbetriebe Elbe-Weser (Zeven)
NiedersachsenBahn GmbH, Celle (40 %; Betriebsgesellschaft für die metronom Eisenbahngesellschaft)
Mittelweserbahn GmbH, Bruchhausen-Vilsen (100 %) mittlerweile evb Logistik
Jade-Weser-Bahn GmbH i. G. (zusammen mit der WeserBahn GmbH)
ekr Bahnlogistik und Bauüberwachung (Berlin)
ELBA Logistik (Backnang)
Elektrische Bahnen der Stadt Bonn und des Rhein-Sieg-Kreises (SSB)
ELG GmbH
ELP - Eurolokpool (Elsteraue/Tröglitz)
Emons Bahntransporte
Emsländische Eisenbahn (Meppen)
Energy Rail (Cottbus)
ERC.D GmbH
Erfurter Bahn (EB) (ehemals Erfurter Industriebahn, EIB)
Süd-Thüringen-Bahn GmbH (STB) (Partner Hessische Landesbahn)
Erfurter Bahnservice (EBS) (Erfurt)
Erfurter Gleisbau
Erlebnisbahn
RSBNA Erms-Neckar-Bahn Schieneninfrastruktur (Bad Urach)
ERS Railways (Hamburg, Frankfurt)
ESL GmbH Eisenbahnverkehrsunternehmen
ESWE Verkehrsgesellschaft
Eurailpool
EURASIAN RAILWAY CARRIER
Eurobahn (ERB)
European Train Service (ETS) (Köln)
EVS Euregio Verkehrsschienennetz GmbH (EVS)
EVU Seehäsle Landratsamt Konstanz

### F
F.E.G. Friesoyther Eisenbahngesellschaft
Fahrzeugwerk Karsdorf
Farge-Vegesacker Eisenbahngesellschaft
Fels Netz
FKA Fahrzeugkompetenzzentrum Augsburg
Flecken Bruchhausen-Vilsen
Flex Bahndienstleistungen
FRACHTbahn Traktion
Städtische Verbindungsbahn Frankfurt am Main (Frankfurter Hafenbahn)
Fränkische Museums Eisenbahn e. V. Nürnberg
Franz Kassecker
Freightliner DE

### G
GBM Gleisbau Maas
Geiger + Schüle Bau
Gemeinde Dornum
Gemeinde Losheim am See
Georg Verkehrsorganisation (GVG)
Georgsmarienhütten-Eisenbahn und Transport GmbH (GET)
Gernsheimer Hafenbetriebs-Gesellschaft
Gesellschaft zur Betreibung der Waldeisenbahn Muskau  (WEM)
GET Eisenbahn und Transport
GfE Gesellschaft für Eisenbahnbetrieb
Gleiskraft GmbH (Ulmen)
Groß Bieberau-Reinheimer Eisenbahn
Gunvor Deutschland GmbH

### H
H. Klostermann Baugesellschaft
H.F. Wiebe
Häfen und Güterverkehr Köln AG (HGK) (nur Güterverkehr)
Hafen- und Bahnbetriebe der Stadt Krefeld (nur Güterverkehr)
Hafenbahn des Hafens Hamm
Hafenbetriebsgesellschaft m.b.H. Hildesheim
HAM Rail Port
Hamburger Hafenbahn (nur Infrastruktur)
Hamburger Rail Service GmbH & Co.KG (hrs) (nur Güterverkehr)
Hans Kaiser
Hans Strube Gleisbau, Hochbau, Tiefbau
Hanse Bahn Nord
Hanseatisches Bahn Contor GmbH (HBC)
Hansebahn Bremen GmbH
Härtsfeld Betriebs-GmbH
Hartung-Bau Ingenieur-, Tief- und Straßenbau
Harzer Schmalspurbahnen GmbH (HSB)
Haustein Eisenbahngesellschaft
Havelländische Eisenbahn AG (HVLE) (nur Güterverkehr)
Heavy Haul Power International GmbH (Erfurt, nur Güterverkehr, s. a. Freightliner PL)
Hector Rail
Heinrichsmeyer Eisenbahndienstleistungen UG, Sitz Merzig
Helrom
Hersfelder Eisenbahn GmbH
Hespertalbahn
HESSENCOURRIER
Hessische Güterbahn GmbH (nur Güterverkehr)
HFM Managementgesellschaft für Hafen und Markt
Historische S-Bahn Berlin (HISB)
HLG Holzlogistik & Güterbahn
Holsteinische Eisenbahngesellschaft für historischen Verkehr gGmbH
Hörseltalbahn
HOYER
HSL Logistik GmbH (nur Güterverkehr)
HTS - Mobile Schienenfahrzeugtechnik
Hupac Deutschland GmbH

### I
ICL Ludwigshafen Service
IGEBA Ingenieurgesellschaft Bahn
IGT Inbetriebnahmegesellschaft Transporttechnik
Ilmebahn GmbH (ILM) (nur Güterverkehr)
Ilztalbahn GmbH
InfraLeuna (Leuna)
Infraserv Logistics
Inselbahn Langeoog (Schifffahrt der Inselgemeinde Langeoog)
Industrie Transportgesellschaft Brandenburg mbH
IntEgro Verkehr GmbH
Internationale Gesellschaft für Eisenbahnverkehr (IGE, Hersbruck)
IPZ GmbH
ITB Industrietransportgesellschaft mbH Brandenburg EVU

### J
Jade-Weser-Bahn GmbH

### K
K-Rail GmbH
KAF Falkenhahn Bau AG
Kahlgrund Verkehrs-GmbH (derzeit nur Infrastruktur und Busverkehr)
Karsdorfer Eisenbahngesellschaft (KEG, insolvent)
Kasseler Verkehrsgesellschaft
Knauf Deutsche Gipswerke
Koleje Dolnośląskie
Kölner Verkehrs-Betriebe AG (KVB) (Überland-Stadtbahn)
KombiRail Europe
Kommanditgesellschaft EMS-Gleisbau
Kompetenz für Schienengebundene Verkehre
Komplex Rail Vasúti Szolgáltató Korlátolt Felelősségű Társaság
Kreisbahn Aurich GmbH
Kreisbahn Mansfelder Land GmbH (KML)
Kreisbahn Siegen-Wittgenstein GmbH
Kreisverkehrs- und Infrastrukturbetrieb St. Wendel
KVVH Karlsruher Versorgungs-, Verkehrs- und Hafen GmbH

### L
L & K GbR
Laeger & Wöstenhöfer
Lammert + Reese
Landkreis Cuxhaven
Landkreis Rhön-Grabfeld
Lappwaldbahn GmbH (Weferlingen)
LWC Lappwaldbahn Cargo GmbH
LWS Lappwaldbahn Service GmbH
Lausitz Energie Bergbau
Lausitzer Dampflok Club
LDS GmbH - Logistik Dienstleistungen & Service (Eutin)
Leipziger Eisenbahnverkehrsgesellschaft mbH (LEG)
Leo Express Global
LEONHARD WEISS
LGM Logistikgesellschaft
Lineas
LION Rail
Locomore GmbH & Co. KG (Berlin) (im Mai 2017 Insolvenz angemeldet)
LOCON Logistik & Consulting AG
LoConnect
Lok-Partner Betriebsgesellschaft
Lokalbahn Betriebsgesellschaft
Lokomotion Gesellschaft für Schienentraktion mbH
Lotos Kolej
LTE Germany GmbH
Lüchow-Schmarsauer Eisenbahn GmbH (nur noch Busverkehr)
LUTRA, Lager, Umschlag und Transport, Mittelbrandenburgische Hafengesellschaft

### M
M Rail Mobility
Magdeburger Hafen
MaLoWa Bahnwerkstatt
Mansfelder Bergwerksbahn
Märkische Dienstleistungsservice
Märkische Eisenbahngesellschaft
Märkische Museums-Eisenbahn (MME)
Märkische Verkehrsgesellschaft (Lüdenscheid)
Mecklenburgische Bäderbahn Molli GmbH & Co KG (Schmalspurbahn)
Medway
METRANS Rail
MEV Eisenbahn-Verkehrsgesellschaft mbH (Mannheim)
MHEL Müchelner Hoch-, Erd- und Leitungsbau
Mindener Kreisbahnen GmbH (MKB) (nur Güterverkehr)
Mittelfränkische Eisenbahnbetriebs GmbH
MM Railservice
MSM Gruppe
Muldental-Eisenbahnverkehrsgesellschaft mbH (MTEG)
Museums-Eisenbahn Rahden-Uchte
Museums-Eisenbahn-Club Losheim (MECL)
Museums-Eisenbahn-Gemeinschaft Wachtl
Museumsbahn Buckower Kleinbahn
Museumsbahn Schönheide
Museumseisenbahn Hamm
MV Mannheimer Verkehr
MZ Eisenbahndienstleistungen

### N
National Express Rail GmbH (Personennahverkehr in NRW)
NBS Niederlausitzer Bahnservice
NeS (Netzwerkbahn Sachsen GmbH)
NeSA Eisenbahn-Betriebsgesellschaft Neckar-Schwarzwald-Alb
Neukölln-Mittenwalder Eisenbahn-Gesellschaft AG (NME) (nur Güterverkehr)
Neusser Eisenbahn
Niederlausitzer Museumseisenbahn
Niederrheinbahn
Niederrheinische Verkehrsbetriebe AG (NIAG) (nur Güterverkehr)
Nordbayerische Eisenbahngesellschaft mbH (NbE)
Norddeutsche Naturstein Rail
Nordic Rail Service GmbH (NRS)
Nordlandrail
NordOstBayerische Eisenbahndienstleistungen (NOBEG)
Nordzucker
Nossen-Riesaer Eisenbahn-Compagnie

### O
Öchsle-Bahn AG
Öchsle-Bahn Betriebs gGmbH
OCTOPUS RAIL
Oiltanking Deutschland
Oiltanking Tanklager Waltershof
Ost-West Logistic Poland

### P
PBSV GmbH Magdeburg (Güterverkehr)
PCC Intermodal
PCT Private Car Train GmbH (Automobillogistik, Tochter von ARS Altmann)
Pfalzbahn Eisenbahnbetriebsgesellschaft mbH (Sonderzugleistungen für verschiedene Besteller)
PKP Cargo
Planungs- und Entwicklungsgesellschaft Güterverkehrszentrum Emscher
Prefere Resins Germany
Prignitzer Kleinbahnmuseum Lindenberg
Prolok

### R
Rail Cargo Austria
Rail Cargo Carrier – Germany
Rail Center Nürnberg
Rail Force One Germany
Rail Logistic 24
Rail Power Systems
Rail STM
Rail Technology & Logistics (RTuL) (Magdeburg)
rail thuringia
RailAdventure
Raildox
Railflex
Railflex Infra
Railpool Lokservice
Railsystems RP
Railtrans International
Railtraxx
RBP-Rheinische Bahnpersonal- und Verkehrsgesellschaft
RbT Regiobahn Thüringen (Bleicherode)
Regiobahn Fahrbetriebsgesellschaft (Mettmann)
Regionale Bahngesellschaft Kaarst-Neuss-Düsseldorf-Erkrath-Mettmann-Wuppertal
RegioJet AT GmbH
Rennsteigbahn
Rent-a-Rail AG (RAR)
Retrack Germany
Rhein-Haardtbahn GmbH (RHB, seit 2012 Rhein-Neckar-Verkehr GmbH)
Rhein-Neckar-Verkehr GmbH (RNV)
Rhein-Sieg-Eisenbahngesellschaft mbH (RSE) (Bonn)
Rhein-Sieg-Verkehrsgesellschaft mbH (RSVG)
RheinCargo
Rhenus Rail St. Ingbert GmbH (RRI) (Güter- und Rangierverkehre in Südwestdeutschland, ehemals Wincanton Rail GmbH (WRS))
Rhomberg Sersa Bahntechnik
Rhomberg Sersa Deutschland – Ost
Rinteln-Stadthagener Verkehrs GmbH (RStV) (nur Güterverkehr)
Road & Rail Service
Röbel-Müritz-Eisenbahn GmbH
Rostocker Straßenbahn
Rotterdam Rail Feeding
RP Eisenbahn GmbH
RSE Rhein-Sieg-Eisenbahn
RST Rangier-Service und Transportgesellschaft
RTS Rail Transport Service
RTW Planungsgesellschaft
Ruhrbahn Mülheim
RuhrtalBahn Betriebsgesellschaft mbH
Rund ums Gleis

### S
S-Rail GmbH
Saar Rail GmbH
Saarbahn GmbH
SMR Saar Mosel Rail GmbH (Trier, nur Güterverkehr, ehemals HEB Hunsrück Eisenbahninfrastrukturgesellschaft mbH, Hermeskeil)
Sächsische Dampfeisenbahngesellschaft mbH (SDG)
Sächsisch-Oberlausitzer Eisenbahngesellschaft mbH (SOEG)
Sächsischer Museumseisenbahn Verein Windbergbahn
Salzburg AG für Energie, Verkehr u. Telekommunikation
Sappi Logistics Wesel
Scharmützelseebahn
Schiffahrt der Inselgemeinde Langeoog (Inselbahn)
Schleifkottenbahn
Zweckverband Schönbuchbahn
Schwäbische Alb-Bahn GmbH (SAB)
Schwalbe Baugesellschaft mbH & Co. KG
Schweerbau Logistik GmbH
Schweizerische Bundesbahnen (SBB)
SBB Cargo Deutschland
SBB GmbH
Seehafen Kiel GmbH & Co KG (SK)
SES Logistik GmbH
Siemens Mobility GmbH
SGL – Schienen Güter Logistik GmbH
SKL Umschlagservice Magdeburg GmbH & Co. KG
smart rail
smart rail traction
SNCF Voyages Deutschland
Spitzke Logistik GmbH
SPL EisenbahnVerkehr
Stadt Jöhstadt (Preßnitztalbahn)
Stadt Pfullendorf („Räuberbahn“)
Stadt Wasserburg am Inn
Städtische Eisenbahn Krefeld (Hafen- und Industriebahn)
Städtische Werke Krefeld AG - Krefelder Eisenbahn (SWK Mobil GmbH)
Stadtverwaltung Bad Wurzach
Stadtverwaltung Zülpich
Stadtwerke Bonn (SWB)
Stadtwerke Heilbronn GmbH (Industrie- und Hafenbahn Heilbronn)
Stadtwerke Trossingen GmbH
Stadtwerke Ulm/Neu-Ulm GmbH (SWU)
Stahlwerk Thüringen
Starkenberger Güterlogistik GmbH
Stauden-Verkehrs-GmbH (SVG)
Strausberger Eisenbahn GmbH (STE)
Stefen GmbH & Co. KG
Stiftung Museumsbahn SEHR & RS
Stock-Transport e.K.
STRABAG Rail Fahrleitungen
STRABAG Rail Operations
Strukton Rail Equipment
SVG Schienenverkehrsgesellschaft mbH
SWEG Südwestdeutsche Landesverkehrs-GmbH (Personennahverkehr in Baden)
SWEG Bahn Stuttgart
SWEG Schienenwege GmbH
SWU Verkehr GmbH

### T
Talbahn GmbH
Tegernsee-Bahn Betriebsgesellschaft mbH
tenforty2-Rail
Thalys
Thurbo
Thüringer Eisenbahn GmbH
timberrail logistics GmbH
TKE GmbH
TME Torsten Meincke Eisenbahn
Torsten Ratke Officeconsult
Tourismus und Warnetalbahn GmbH
Touristenbahnen im Rheinland (TBR)
Touristik Eisenbahn Ruhrgebiet (TER)
Touristik-Eisenbahn Lüneburger Heide
Traditionsbahn Radebeul e. V.
Traditionsverein Kleinbahn des Kreises Jerichow
Train Charter Service
Train4you Vertriebs GmbH
Train4Train GmbH
Trainlog GmbH
TRANSCHEM Sp. z o. o.
Transpetrol GmbH
TRI Train Rental GmbH
Triangula Logistik GmbH
twentyone GmbH

### U
UEF-Eisenbahn-Verkehrsgesellschaft mbH
Ulrich Joh. Evers GmbH & Co Kommanditgesellschaft Gesellschaft für Landschafts- und Umweltpflege
UTL Umwelt- und Transportlogistik
Uwe Adam EVU (Eisenach)

### V
Verden-Walsroder Eisenbahn GmbH (VWE) (nur Güterverkehr)
Verein Sächsischer Eisenbahnfreunde e. V. (VSE)
Verkehrsbetriebe Extertal (VBE)
Verkehrsbetriebe Grafschaft Hoya GmbH (VGH) (Güterverkehr und Personenverkehr)
Verkehrsbetriebe Kreis Plön GmbH (VKP)
Verkehrsgesellschaft Dormagen mbH (Industriebahn Zons-Nievenheim)
VLO Verkehrsgesellschaft Landkreis Osnabrück GmbH (nur noch Güterverkehr)
Verkehrsgesellschaft Norderstedt (VGN), nur EIU
Verkehrsverband Hochtaunus (VHT) (Infrastrukturunternehmen)
VGT Vorbereitungsgesellschaft Transporttechnik
VLO Bahn GmbH
VLO Verkehrsgesellschaft Landkreis Osnabrück
Voestalpine Draht Finsterwalde GmbH
Vorwohle-Emmerthaler Verkehrsbetriebe GmbH (VEV)
Vossloh Rail Services Deutschland GmbH (vormals Vossloh Rail Center GmbH)
VPS Infrastruktur GmbH (VPSI)
VTG Maintenance Assets
Vulkan-Eifel-Bahn Betriebsgesellschaft mbH
VVM Museumsbahn Betriebsgesellschaft mbH

### W
Wanne-Herner Eisenbahn und Hafen GmbH
Weco Rail GmbH
Wedler Franz Logistik GmbH & Co. KG (WFL Potsdam)
Wendelsteinbahn GmbH
Werra Eisenbahnverkehrsgesellschaft mbH
Weser Ems Eisenbahn
Weserbahn GmbH
Jade-Weser-Bahn GmbH i. G. (zusammen mit den Eisenbahnen und Verkehrsbetriebe Elbe-Weser)
WESTbahn Management GmbH
Westerwaldbahn GmbH des Kreises Altenkirchen (WEBA)
Westfälische Almetalbahn GmbH (WAB Altenbeken)
Westfälische Verkehrsgesellschaft mbH (WVG), führt die Geschäfte für
Regionalverkehr Münsterland GmbH (Rheine)
Regionalverkehr Ruhr-Lippe GmbH (RLG) (nur Güterverkehr)
Verkehrsgesellschaft Kreis Unna mbH (VKU)
Westfälische Landes-Eisenbahn GmbH (WLE) (Güterverkehr in Westfalen)
Westmecklenburgische Eisenbahngesellschaft mbH (WEMEG) (Bantin)
WestVerkehr GmbH
Wiener Lokalbahnen Cargo GmbH
Willke Logistics GmbH
WRS Widmer Rail Services AG

### X/Y/Z
Zörbiger Infrastrukturgesellschaft (nur Infrastruktur)
ZossenRail Betriebsgesellschaft (nur Infrastruktur)
Zug-Pilot
Zuid-Limburgse Stoomtrein Maatschappij
Zürcher Bau
Zweckverband Brandenburgisches Museum für Klein- und Privatbahnen
Zweckverband Fränkisches Freilandmuseum Fladungen
Zweckverband Kandertalbahn
Zweckverband ÖPNV im Ammertal (Tübingen)
Zweckverband Ringzug Schwarzwald-Baar-Heuberg
Zweckverband Schönbuchbahn (Dettenhausen)
Zweckverband Strohgäubahn
Zweckverband Verkehrsverband Wieslauftalbahn (Rudersberg)
Siehe auch
Liste von Museumsbahnen
Liste ehemaliger deutscher Eisenbahngesellschaften